# Atentados no Ceará em 2019
Os atentados no Ceará em 2019 relacionam uma série de ataques criminosos que ocorreram no estado do Ceará entre janeiro e fevereiro de 2019. Os ataques ocorreram a partir do dia 2 de janeiro, em represália às mudanças no sistema penitenciário no estado, tendo como mote a escolha de Luís Mauro Albuquerque para comandar a Secretaria de Administração Penitenciária — criada no segundo mandato do governador Camilo Santana. Os ataques começaram após declarações do secretário em coletiva de imprensa, onde anunciou o não reconhecimento de facções, maior rigor na administração penitenciária e fim da divisão dos presídios por facções no estado.
Até o dia 4 de fevereiro, data de registro da última ação criminosa, foram contabilizados 283 ataques promovidos em 56 dos 184 municípios do estado, sendo 134 em Fortaleza, onde concentra o maior número de ataques, sendo considerada a maior onda de atentados na história do Ceará. Foram 466 pessoas presas suspeitas de envolvimento com os ataques, que podem pegar penas de até 43 anos de prisão.

## Antecedentes
Os ataques estão relacionados a ascensão de facções criminosas, como a Guardiões do Estado (GDE) e o Comando Vermelho (CV), por volta de meados de 2006. O primeiro grande atentado foi registrado em 2017, quando membros da GDE ordenaram ataques à frota de transporte público de Fortaleza. Entre 19 e 22 de abril, foram registrados 34 ataques a equipamentos públicos na Grande Fortaleza e no município de Itapiúna, sendo 22 ônibus incendiados e quatro delegacias, dois bancos, seis carros de concessionários do Estado e a antiga sede da Guarda Municipal de Fortaleza atacados. Esta ação foi em resposta à transferência de 360 detentos no dia 19, que fariam parte da GDE, da Casa de Privação Provisória de Liberdade Professor Clodoaldo Pinto (CPPL II), em Itaitinga, e da Unidade Prisional Adalberto Barros de Oliveira Leal, conhecida como Carrapicho, em Caucaia, onde foi identificada animosidade entre membros da GDE e do CV. Nesses ataques, bilhetes foram deixados pelos criminosos onde pediam a separação dos presos por facções. A disputa entre as facções teriam a ver com o comando do tráfico de drogas no Estado.
O conflito entre as facções foi apontado como uma das causas para o aumento no número de homicídios ocorrido a partir de 2017. Entre 2017 e 2018, se tornaram recorrentes assassinatos em decorrência da disputa de facções, onde corpos foram encontrados em vários pontos da capital. As facções também promoveram expulsões de famílias de suas residências em bairros de predominância. Os locais eram usados como ponto de venda de droga. A disputa também motivou chacinas, como as que ocorreram em Aquiraz e em Horizonte. Em janeiro de 2018, a Chacina das Cajazeiras foi registrada como a maior da história no estado. Outros atentados a prédios públicos também foram registrados ao longo do mesmo ano.

## Motivações
Empossado para segundo mandato como governador do Ceará, Camilo Santana criou a Secretária de Administração Penitenciária e convidou Luís Mauro Albuquerque para seu comando. Albuquerque é Policial Civil do Distrito Federal e estava atuando no Rio Grande do Norte como Secretário de Justiça e Cidadania, pasta responsável pela administração das unidades prisionais. Especialista em gestão penitenciária, atuou como coordenador de uma força-tarefa que retomou o controle da Penitenciária Estadual de Alcaçuz após as rebeliões ocorridas em janeiro de 2017.
Ao assumir a secretaria, em 1.º de janeiro de 2019, Albuquerque deu entrevista onde afirmou que "não reconhece facção" e que iria acabar com a divisão de presídios por facções. Ele destacou que o objetivo é tornar as cadeias mais seguras e proporcionar capacitação e ressocialização aos presos. Na noite de 2 de janeiro de 2019, começaram a ser registrados os primeiros ataques ao transporte público. Ameaças foram realizadas em cartas deixadas no entorno do viaduto da BR-020, o primeiro grande alvo de ataques. Datadas entre 23 e 28 de dezembro de 2018 — período em que Luís Mauro Albuquerque foi anunciado na gestão penitenciária —, criminosos pediram trégua entre as facções devido ao temor de trazer a Força de Intervenção Penitenciária Integrada (Fipi), idealizada por Albuquerque, ao estado. A primeira carta dizia que não seria necessária “mudança radical”, pois o estado estaria “controlado”, realizado ainda ameaça de explosões a pontes, viadutos, linhas de trem e metrô.

## Ataques
Os primeiros ataques começaram a ser registrados a partir da noite do dia 2 de janeiro de 2019, avançando até a madrugada do dia seguinte. A Secretaria de Segurança Pública (SSPDS) confirmou inicialmente 13 ataques, sendo três a ônibus em Fortaleza. Também foram registrados danificações em um semáforo, em câmeras de monitoramento da SSPDS e em fotossensores, além de disparos de arma de fogo contra uma agência bancária do Bradesco. O pátio do Departamento Municipal de Trânsito (Demutran) de Horizonte foi incendiado. O maior ataque ocorreu em Caucaia, onde criminosos tentaram explodir o viaduto da BR-020. Uma das colunas do equipamento teve a estrutura comprometida e deixou ferros de parte do viaduto expostos. O barulho da explosão causou tremores nas casas do entorno. Ao final, 40 ataques foram registrados.
Com os ataques à frota de transporte público em Fortaleza, a operação começou a ser reduzida a partir do dia 4 de janeiro, onde somente 30% dos ônibus estavam circulando pela cidade. Neste dia, já eram contabilizados ao todo 59 ataques no estado, entre eles ataque a tiros na sede da Prefeitura de Fortaleza, incêndio na prefeitura de Aracoiaba e ataques a prédios públicos de Morrinhos, além de 5 carros da Enel e tentativa de incêndio da Câmara Municipal de Sobral. A coleta de lixo de Fortaleza foi suspensa parcialmente após incêndio em um caminhão compactador.
No primeiro final de semana com a Força Nacional no Ceará, o estado já registrava 119 ataques. Neste período, pichações com ameaças foram registradas no bairro Presidente Kennedy, em Fortaleza. A mensagem avisa que os ataques só iriam parar com a saída do secretário Mauro Albuquerque. Em 7 de janeiro, começaram a circular avisos de facções ordenando fechamento de estabelecimentos comerciais na Grande Fortaleza, espalhando-se para o interior. No mesmo dia, foram registrados ataque a tiros contra a Câmara de Vereadores de Icó e a rádio local Papagaio FM.
Em 8 de janeiro, criminosos começaram a quebrar lâmpadas de postes de iluminação pública em ruas de Fortaleza e Maracanaú. No dia seguinte, os ataques começaram a perder força com a intensificação da segurança no estado. Na madrugada, criminosos incendiaram a sede da Rádio Princesa do Norte, em Morrinhos, após supostas críticas as ações das facções em um programa. A emissora teve perda total de equipamentos. Na tarde do mesmo dia, o Esquadrão Antibomba foi acionado para retirar suposto explosivo que foi colocado na base do viaduto que atende à Estação de Metrô e VLT da Parangaba, localizada ao lado do Terminal da Parangaba em Fortaleza. O objeto foi removido, mas não foi confirmado se seria um explosivo. Na madrugada de 10 de janeiro, uma forte explosão foi registrada no mesmo local, que pode ser ouvida em diversos bairros próximos à Parangaba. A estrutura não foi danificada, mas prédios nas proximidades sofreram impactos da explosão.

## Reações

### Governo
Após os primeiros ataques, a Secretaria de Administração Penitenciária decidiu não se pronunciar a respeito. O secretário da Casa Civil Élcio Batista afirmou ao Estado de S.Paulo que a série de ataques já era esperada desde o fim de 2018 pela gestão estadual: "[O governo] sabia que na hora que fizesse uma intervenção mais dura dentro do sistema prisional teria provavelmente reações fora e dentro do sistema". O secretário nacional de Segurança Pública, Guilherme Theophilo, ofereceu ao governador Camilo Santana proposta intervenção federal no Ceará.
Em 3 de janeiro, Camilo Santana publicou nas redes sociais que pediu apoio da Força Nacional e do Exército para atuarem em conjunto com as forças cearenses contra facções. Camilo revelou também ter conversado por telefone com o ministro da Justiça e da Segurança Pública, Sergio Moro, que se colocou a disposição "para o que fosse necessário". No entanto, Moro negou envio imediato de tropas federais ao Ceará, onde o ministério afirmou que a Força Nacional foi mobilizada "para se deslocar ao Estado em caso de deterioração da segurança". Posteriormente, Moro autorizou o envio das tropas para o dia 5 de janeiro, com reforço de 300 agentes e 30 carros que deverão ficar por 30 dias no estado. Em entrevista coletiva, o presidente Jair Bolsonaro elogiou a rapidez de Moro de enviar as tropas para atender "o estado cujo governador reeleito tem uma posição radical a nós", afirmando ainda que faltava, por parte do governo do Ceará, informar a real necessidade da presença das tropas "pela sua incapacidade de resolver o problema". Em resposta para o Diário do Nordeste, Camilo afirmou que os interesses da população do estado estariam acima de qualquer interesse pessoal ou partidário: "A eleição já passou. [...] Como homens públicos temos que ser maiores do que qualquer divergência. De minha parte a relação será sempre de respeito e cooperação".
A Força Nacional chegou ao estado na madrugada de 5 de janeiro e ficaram concentradas no Centro de Formação Olímpica, sob comando do ex-comandante  das tropas especiais de Polícia Militar do Governo do Ceará, Coronel Aginaldo. A partir de 6 de janeiro, líderes de facções criminosas começaram a ser transferidos para presídios federais. No mesmo dia, foi anunciado o reforço da Força Nacional com mais 106 agentes. Em 8 de janeiro, a Secretaria da Administração Penitenciária começou a realizar "pente fino" nos presídios com objetivo de apreender equipamentos eletrônicos, além da retirada de tomadas elétricas. Foram apreendidos televisores, celulares e ventiladores que eram usados como grill elétrico. No mesmo dia, Sérgio Moro autorizou o envio de mais 70 agentes da Força Nacional ao estado, ampliando para 406 o número de agentes e 96 o número de carros atuando.

### Críticas
Em 7 de janeiro, através de um vídeo, o deputado federal Kim Kataguiri do Movimento Brasil Livre (MBL), acusou o governador Camilo Santana de promover propositalmente a onda de violência para "enfraquecer as polícias estaduais, frear a reforma da previdência e provocar um subsequente crime de responsabilidade fiscal" por parte do presidente Jair Bolsonaro. As declarações foram recebidas negativamente pelo secretário da Casa Civil do Governo do Ceará, Élcio Batista, que afirmou para a Rádio O Povo CBN que a segurança pública não deve ser partidarizada e classificou a atitude de Kataguri como "irresponsável": "Um deputado federal eleito pelo povo de São Paulo deveria pensar sobre sua responsabilidade, que é muita. Nesse momento o Ceará precisa de atenção de todo o Brasil". O ex-ministro Ciro Gomes publicou nota de repúdio direcionada aos deputados do MBL, incluindo Arthur do Val que também fez críticas no mesmo sentido que Kataguiri, chamando-os de "deputados de primeira viagem ligados a esta verdadeira facção criminosa que age na internet". Ciro também usou o comunicado para elogiar o apoio da Força Nacional, afirmando que "os cearenses são gratos por este apoio e não deixaremos diferenças políticas ou partidárias nos tirar do caminho que nosso dever nos impõe: restaurar a ordem e a paz públicas". Após as críticas, Kataguiri voltou atrás nas declarações e admitiu que errou em sua colocação.
Em 9 de janeiro, o Sindicato dos Policiais Civis do Distrito Federal (Sinpol-DF) divulgou nota em apoio ao trabalho de Luís Mauro Albuquerque, destacando o trabalho que realizou por mais de duas décadas na Polícia Civil do Distrito Federal, afirmando ser "motivo de orgulho para toda a categoria e mais um exemplo da grande capacidade técnica dos policiais civis do DF". No mesmo dia, o secretário deu primeira entrevista para o UOL onde afirmou que não teria como voltar atrás nas declarações que deu por ter como determinação "tratar preso como preso, garantindo seus direitos e exigindo o cumprimento de seus deveres, como preceitua a Lei de Execução Penal". Ao ser perguntado se seu discurso seria responsável pela onda de ataques, Mauro Albuquerque atribuiu as "duras medidas impostas pelo estado contra o crime organizado, dentro e fora das unidades prisionais".
Ruth Leite, presidente do Conselho Penitenciário do Ceará (Copen), afirmou em entrevista ao site Tribuna do Ceará que haveria matança nos presídios — na atual condição do sistema carcerário — se não existisse a divisão por facções. Ela também afirmou que a temática não poderia ser resolvida dessa forma e que o problema somente seria resolvido se houvesse uma força ostensiva, mas que não sabia se o Estado tinha esse aparato: "Quando foi oficializada essa divisão, a gente foi consultado e o argumento era que estava em uma linha de matança muito grande e seria necessário dividir para evitar mortes. O nosso posicionamento foi muito claro e muito tranquilo, o direito à vida é mais importante".
Em entrevista ao jornal O Estado de S. Paulo, o sociólogo e coordenador do Laboratório de Estudos da Violência (LEV), da Universidade Federal do Ceará (UFC), César Barreira, defendeu o endurecimento das medidas no sistema penitenciário, mas criticou a atitude de confronto adotada pelo governo do Ceará, afirmando ser preciso tomar cuidado neste sentido: "Não é que temos de deixar de tomas posições. O governo tem de tomar posição porque é avaliado pela manutenção de paz e segurança. Mas essas são frases de confronto e sou contra essa postura porque acirra os ânimos". No entanto, o sociólogo afirmou que o governo não deve ficar "à mercê do crime organizado".